# Nazju Falzon
Blahoslavený Ignác Falzon (1. července 1813, Valetta – 1. července 1865, tamtéž) byl maltský římskokatolický duchovní. Katolická církev jej uctívá jako blahoslaveného.

## Život
Narodil se na Maltě ve městě Valetta 1. července 1813. V příbuzenstvu měl několik osob věnujících se právům (otec byl soudce, matka pocházela z právnické rodiny) a zpočátku také práva studoval. Stále naléhavěji ale pociťoval volání k duchovnímu stavu.
Začal studovat bohosloví a celkem brzy přijal nižší svěcení. V 15 letech mu byla udělena tonzura, čímž byl přivtělen k duchovenstvu. Ve své velké pokoře (podobně jako sv. František z Assisi) odmítal přijmout kněžské svěcení.

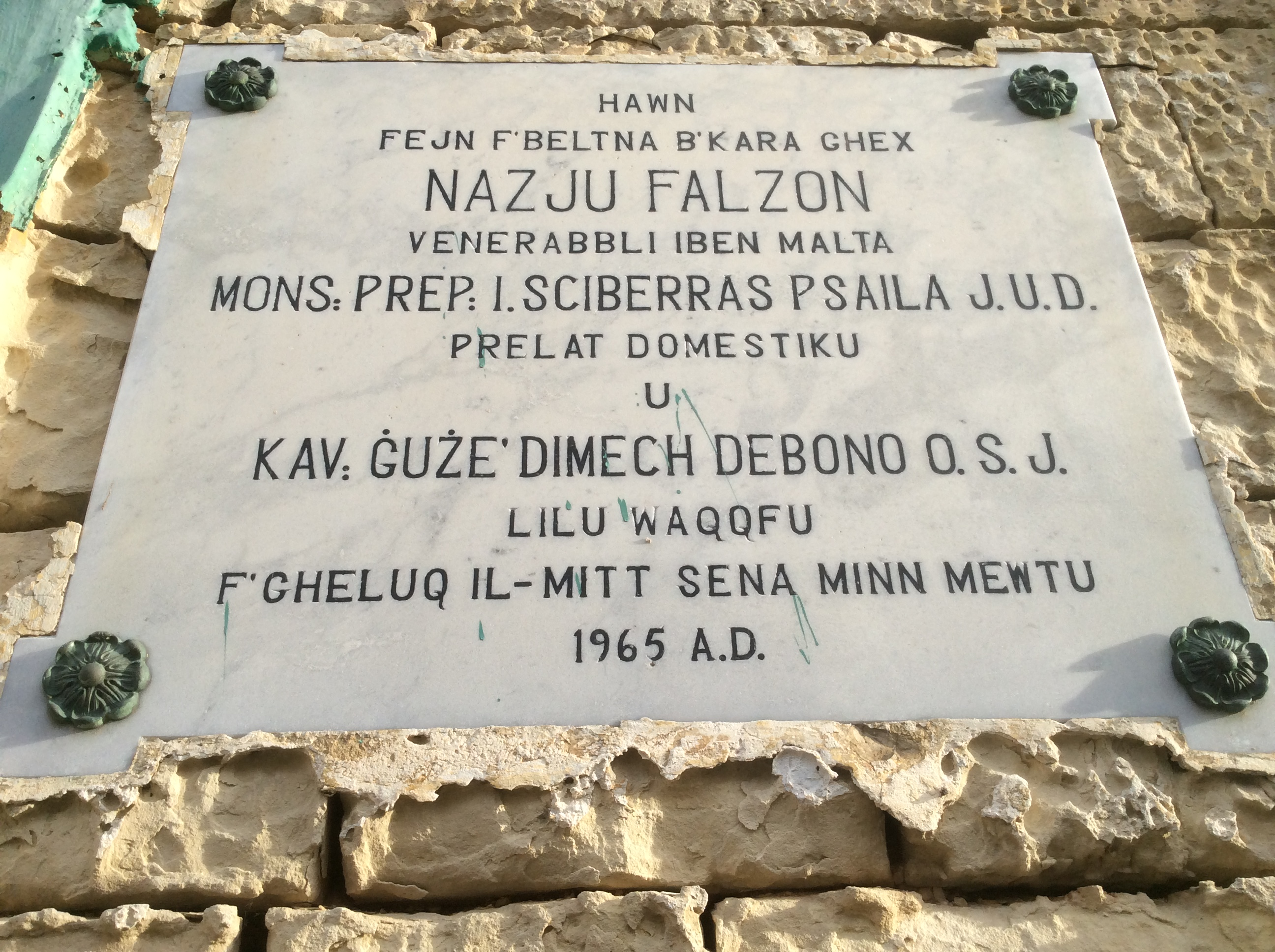
Pamětní deska ve městě Birkirkara

Pořádal řadu přednášek, věnoval se konání milosrdných skutků a do katolické církve přivedl několik set původně protestantů. Nezdráhal se rovněž navazovat kontakty s námořníky, kteří v té době patřili víceméně ke spodině společnosti. Svému bratru, jenž byl kanovníkem vypomáhal v duchovní správě a rovněž fungoval jako katecheta (učitel náboženství). Známa je též jeho starost a péče o děti, vychovávané v Institutu Dobrého Pastýře. Tyto aktivity byly jistě velmi vyčerpávající. Ignác neměl příliš pevné zdraví a také zemřel ještě poměrně mlád – v 52 letech.
Pohřben je v kostele františkánů ve Valettě. Beatifikován byl papežem sv. Janem Pavlem II. dne 9. května 2001.